# Kostel svatého Havla (Osvětimany)
Kostel svatého Havla je barokní chrám stojící ve svahu návrší nad severovýchodním okrajem městysu Osvětimany v okrese Uherské Hradiště. Vybudoval jej stavitel z okruhu Domenica Martinelliho. Je farním kostelem farnosti Osvětimany

## Dějiny a architektura

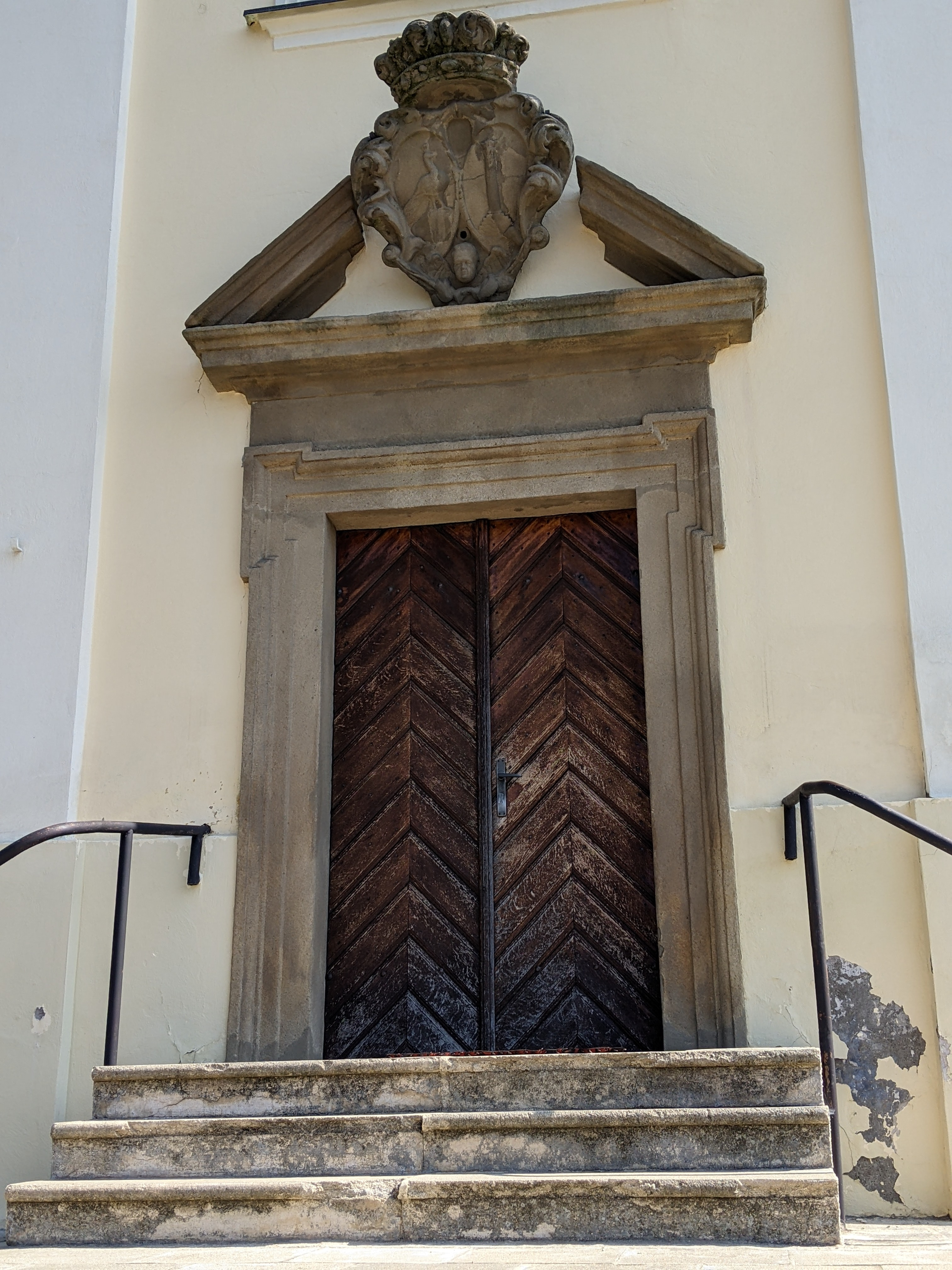
Vstupní portál kostela s erbem zakladatele

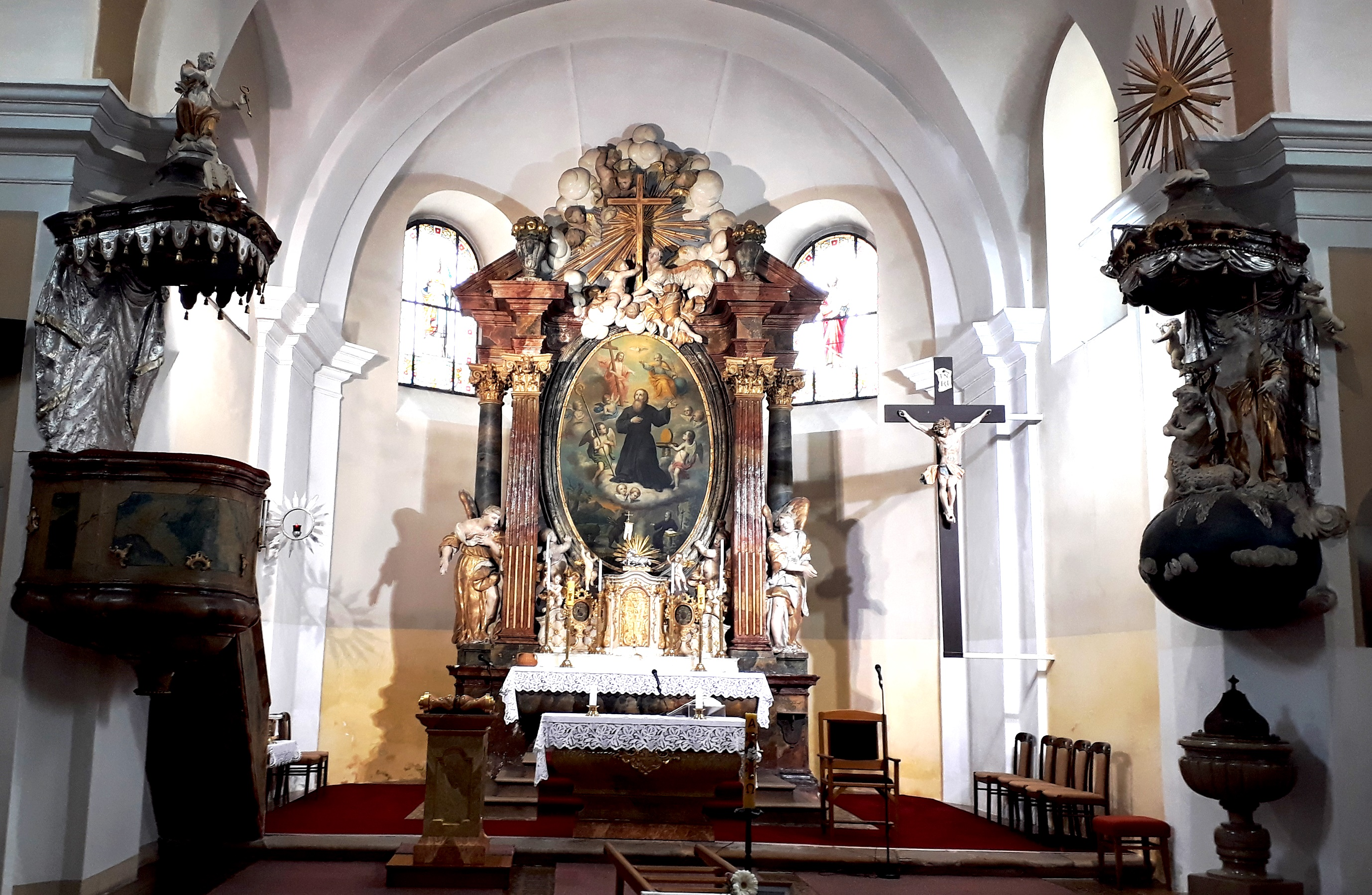
Hlavní oltář sv. Havla

Fundátorem byl Jan Jetřich Gerhart Petřvaldský z Petřvaldu před či po svém prvním sňatku s Anežkou Eleonorou z Colonna-Felsu v roce 1692, jenž dal do rozeklaného tympanonu nad vstupní portál kostela osadit svůj alianční erb v podobě oválných kartuší s pávem rodu Petřvaldských a sloupem rodu Colonna-Fels pod hraběcí korunkou.
Kostel je jednolodní orientovaná stavba na půdorysu latinského kříže, v průčelí s hranolovou věží, vybavenou věžními hodinami a krytou bání. Stojí na místě gotického chrámu, připomínaného k roku 1365. 
Na vnější stěně kostela jsou vsazeny dvě desky památníku padlým ve světových válkách. U schodiště před kostelem stojí kamenný kříž s poloplastickou figurou ukřižovaného Krista, datovaný letopočtem 1769.

## Interiér
V polokruhovém závěru, osvětleném pěti okénky, je volně stojí zděný hlavní oltář. Uprostřed mohutného barokního skříňového retáblu, flankovaného dvojicemi sloupů a pilastrů, mezi sochami andělů, je vsazen obraz Nanebevzetí svatého Havla, který namaloval Ignác Jan Berger z Nového Jičína ve 2. polovině 19. století. V nástavci je vsazen plastický oblak s reliéfem Povýšení Svatého kříže, neseného andílky. Po jeho stranách stojí dvě vázy. 
Dva protějškové oltáře sv. Ondřeje s obrazem sv. Ondřeje a sv. Jana Nepomuckého s obrazem Zpověď královny Žofie vznikly po roce 1800. 
Kazatelna s drobnou soškou sv. Petra na barokní stříšce s čabrakami je pozdně barokní ze třetí čtvrtiny 18. století, její řečniště a schody byl upraveny po roce 1800. 
Nad barokní mramorovou křtitelnicí je ke zdi přisazeno sousoší Kristova křtu na zemské sféře, dílo sochaře Václava Jana Böhma ze 70. let 18. století. 
Varhany postavil Karel Boromejský Neusser z Nového Jičína v roce 1889.